# چاینا بلوکمیکال
چاینا بلوکمیکال(به انگلیسی: China BlueChemical) شرکت شیمیایی چینی و فعال در تولید انواع کودهای شیمیایی است. این شرکت در سال ۲۰۰۶ میلادی تأسیس گردید و همکنون در بورس اوراق بهادار هنگ کنگ دارای نماد است.